# Kotaro Fukuma
 (juin 2023).
Si vous disposez d'ouvrages ou d'articles de référence ou si vous connaissez des sites web de qualité traitant du thème abordé ici, merci de compléter l'article en donnant les références utiles à sa vérifiabilité et en les liant à la section « Notes et références ».
Kotaro Fukuma, né le 29 août 1982 à Tokyo, est un pianiste classique japonais.

## Biographie
Au Conservatoire national supérieur de musique et de danse de Paris Kotaro Fukuma est l'élève de Bruno Rigutto et de Marie-Françoise Bucquet. Il obtient son 1er prix de piano en 2005. Il est lauréat dès l'âge de 14 ans à un concours pour les jeunes pianistes à Salt Lake City. Il décide alors de devenir professionnel. Second Prix au Concours Maj Lind à Helsinky en 2001, il remporte à l'âge de 20 ans le 1er prix et le prix Chopin au Concours international de piano de Cleveland en 2003. Il remporte en 2008 le troisieme prix au Concours international de piano Paloma O'Shea à Santander. 
Kotaro Fukuma a travaillé avec des personnalités comme Jorge Chaminé, Klaus Hellwig (en), Léon Fleisher, Mitsuko Uchida, Richard Goode, Alicia de Larrocha, Maria João Pires, Leslie Howard, Dominique Merlet, et Aldo Ciccolini.
Il joue dans des salles réputées telles que la Philharmonie de Berlin, le Konzerthaus de Berlin, le Wigmore Hall à Londres, le Gewandhaus à Leipzig, la Salle Gaveau à Paris, l'Auditorium national de musique de Madrid, la Salle Mozart à Zaragoza, le Suntory Hall, Opera City à Tokyo, Victoria Hall à Genève, Carnegie Hall à New York…
En 2013, il remporte au Japon le prix Chopin. Il remplace Hélène Grimaud dans la série de concerts Grandes Pianistas au Théâtre municipal de Santiago du Chili. Il joue également à La Folle Journée à Tokyo  en 2013, 2015, 2016 et 2018 - en récital ou avec orchestre.
Kotaro Fukuma joue avec des orchestres comme le Cleveland Orchestra, l'Orchestre philharmonique d'Israël, l'Orchestre philharmonique de Dresde, l'Orchestre philharmonique de Moscou, l'Orchestre national d'Île-de-France, l'Orchestre national de Lille, le Nouvel orchestre philharmonique du Japon sous la direction de chefs d'orchestre comme Rafaël Frühbeck de Burgos, François-Xavier Roth, Asher Fisch, Yuki Kakiuchi, Kazuki Yamada, Mihhail Gerts, Jean-Claude Casadesus, etc.
Tant en piano solo, en musique de chambre qu'en concertos, Kotaro Fukuma s'est doté d'un répertoire conséquent et varié ne comportant pas moins d'une quarantaine de concertos. Il a joué des concertos rares comme ceux de Englund (1955), MacDowell, James MacMillan et Hermann Goetz. Il joue aussi le concerto pour 2 pianos de Takemitsu.
En Juillet 2016 il joue le Concerto N°2 de Brahms "au pied levé" en remplacement de Nelson Freire souffrant, avec l'Orchestre National du Capitole de Toulouse sous la Direction de Tugan Sokhiev à La Halle aux Grains à Toulouse.
Passionné de musique contemporaine, il a créé en premières nationales ou mondiales des œuvres de Toru Takemitsu, Matsuo Shishido, Renaud Gagneux, Thierry Escaich, Thierry Huillet, Einojuhani Rautavaara, Seongju Oh, Francesco Milita, Pascal Zavaro. Il a enregistré pour la firme Naxos l'intégrale de la musique pour piano seul de Toru Takemitsu.
Kotaro Fukuma est le plus jeune pianiste à avoir enregistré à l'âge de 25 ans en 2007 l'intégrale d'Iberia d'Albéniz publié au Japon par la firme Harmony Japan en 2008 et publié pour le monde hors Japon par les Éditions Hortus en 2012. Ses enregistrements font l'objet de critiques élogieuses dans la plupart des magazines spécialisés (tel que Gramophone en Grande-Bretagne), dans la presse quotidienne notamment en France dans le journal du soir Le Monde qui, dans son édition datée du mardi 30 septembre 2014, à propos du disque Dumka, attribue à Kotaro Fukuma des « doigts de magicien ».
Kotaro Fukuma aime se produire également avec d'autres artistes au sein de spectacles mêlant le patinage artistique (Ice Legends, Fantasy on Ice, en 2014, 2015, 2016, avec Stéphane Lambiel) ou le théâtre (Le Rappel des Oiseaux - d'après Le Journal d'un fou de Gogol, avec le danseur étoile de l'Opéra de Paris Mathieu Ganio, Mise en scène de Orianne Moretti -  Paris 2016 et 2018).
Ses goûts très éclectiques lui font jouer toutes sortes de musiques qu'il aime, en particulier la chanson française qu'il transcrit et propose souvent en bis tel son "Medley of French songs" ... Il aime le jazz, la comédie musicale américaine etc.
En 2024 il publie chez Naxos son vingtième album consacré à Chopin (cf. ci-dessous Discographie) pour le vingtième anniversaire de son début de carrière au Japon.
La critique française voit en lui «... une figure majeure du jeune piano contemporain ».

## Discographie
- 2005 : Schumann, Variations Abegg | Novellettes | Fantasiestücke opus 111 (Naxos)
- 2007 : Toru Takemitsu, Intégrale de la musique pour piano solo (Naxos)
- 2008 : Isaac Albeniz, España, Iberia, Tango, La Vega, etc. (Harmony LTD Japan)
- 2009 : Récital à Toppan Hall Tokyo, Haydn, Schumann, (Carnaval), Fauré, Scriabine (Accustika Japan)
- 2010 : Liszt, Grandes Etudes Paganini | Études de concert S.144 | Grande Etude de Perfectionnement Ab Irato | Études de concert S.145 | Rhapsodie espagnole | Liebestraum n°3 (Accustika Japan)
- 2012 : Isaac Albeniz, Iberia (Éditions Hortus)
- 2012 : Claude Debussy, Arabesques, Images (livres I et II), Estampes, L'Isle joyeuse, extraits des Préludes (Nippon Columbia Denon) pour le Japon
- 2013 : Claude Debussy, Arabesques, Images (livres I et II), Estampes, L'Isle joyeuse, extraits des Préludes (Editions Hortus Denon) Monde hors Japon
- 2013 : Frédéric Chopin, Ballades (Nippon Columbia Denon pour le Japon)
- 2014 : Dumka, récital de musique russe Moussorgsky, Tchaikowsky, Glinka, Balakirev, Stravinsky (Éditions Hortus)
- 2015 : Frédéric Chopin Ballades (Hortus Denon Monde hors Japon)
- 2015 : Schumann, Concerto - Mozart, Concerto Jeunehomme avec Yokohama Sinfonietta dirigé par Kazuki Yamada (Denon)
- 2015 : Sing to water (Smetana, Bizet, Schulz-Evler, Mendelssohn, Chopin, Lyadov, Schubert etc.) (Denon pour le Japon, Edition L'esprit du piano hors Japon)
- 2017 : Frédéric Chopin, 24 préludes - Berceuse Op.57 - Sonate no 3 Op.58 (Ars Produktion)
- 2018 : The Art of Hisato Ohzawa, Concerto no 3 Kamikaze, avec le Japan Philharmonic ,dirigé par Kazuki Yamada - Live (Denon)
- 2019 : France Romance (Naxos)
- 2020 : Beethoven Sonates 17, 24, et 32 (Naxos)
- 2021: J.S. Bach Piano Transcriptions (Naxos)
- 2022 : Frédéric Chopin Concerto N° 1 en mi mineur op.11 version de chambre (membres du Japan Philharmonic Orchestra)
- 2023 : Fantasy, oeuvres de Scriabin, Rachmaninov (Naxos)
- 2024  Souvenirs de Chopin - Oeuvres majeures de Chopin dont Valse op.18, Sonate n°2, Ballade n°1, Nocturnes op.9 et op. posth, Fantaisie op. 49, Polonaises op. op.53, et op.61 (Naxos)

## Galerie

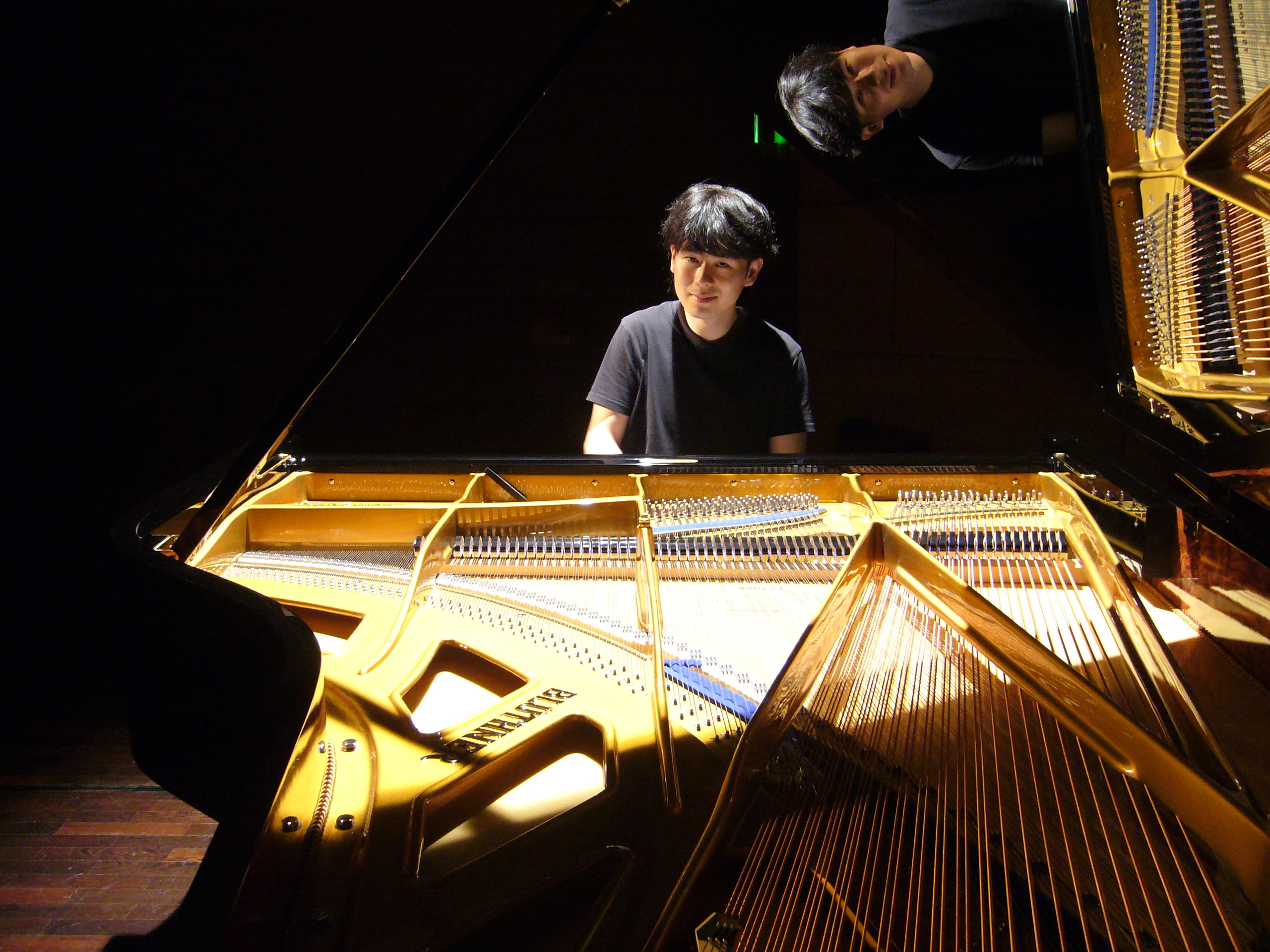
Kotaro Fukuma en répétition avant un récital à Paris
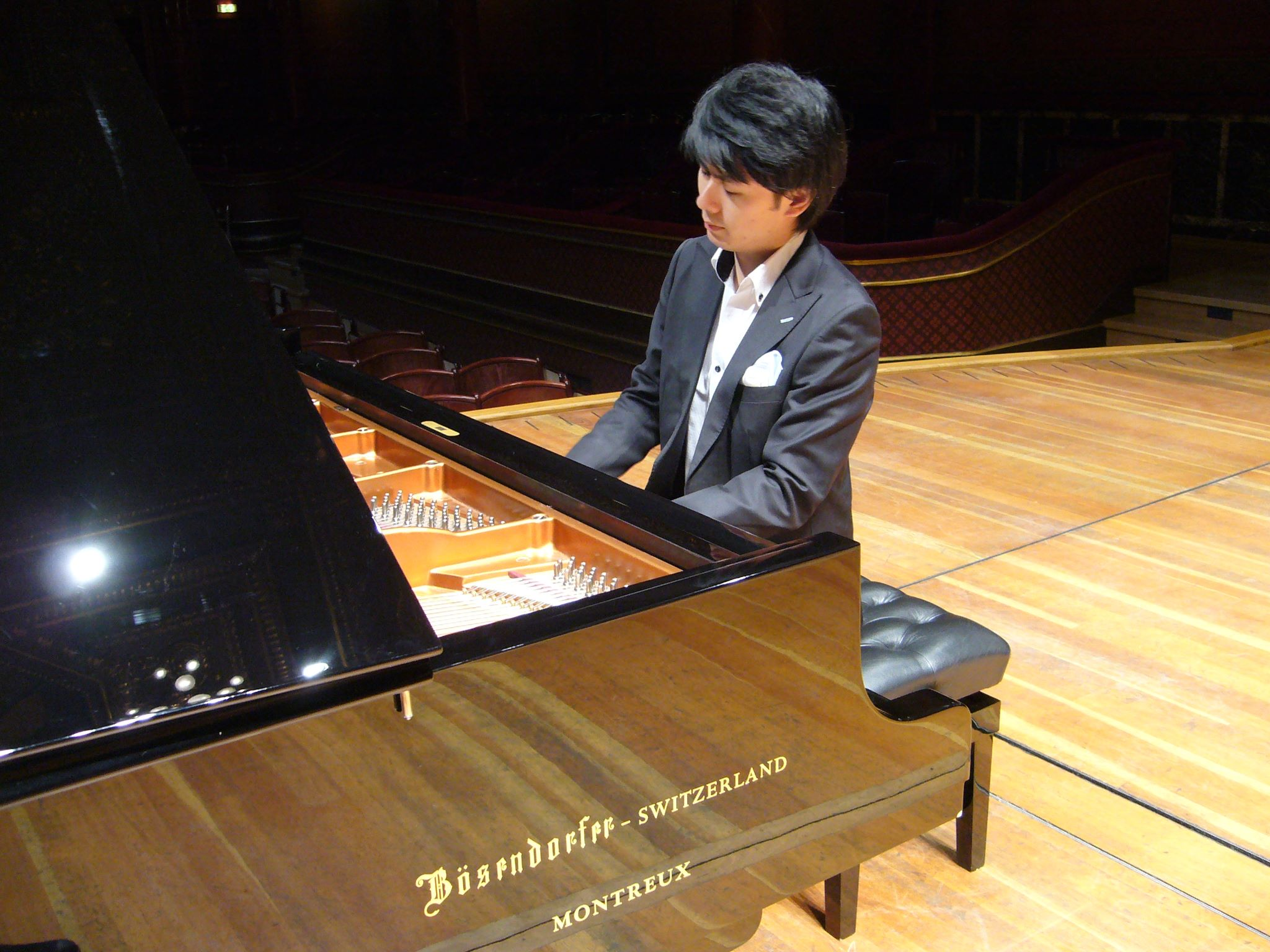
Kotaro Fukuma au Victoria Hall Genève
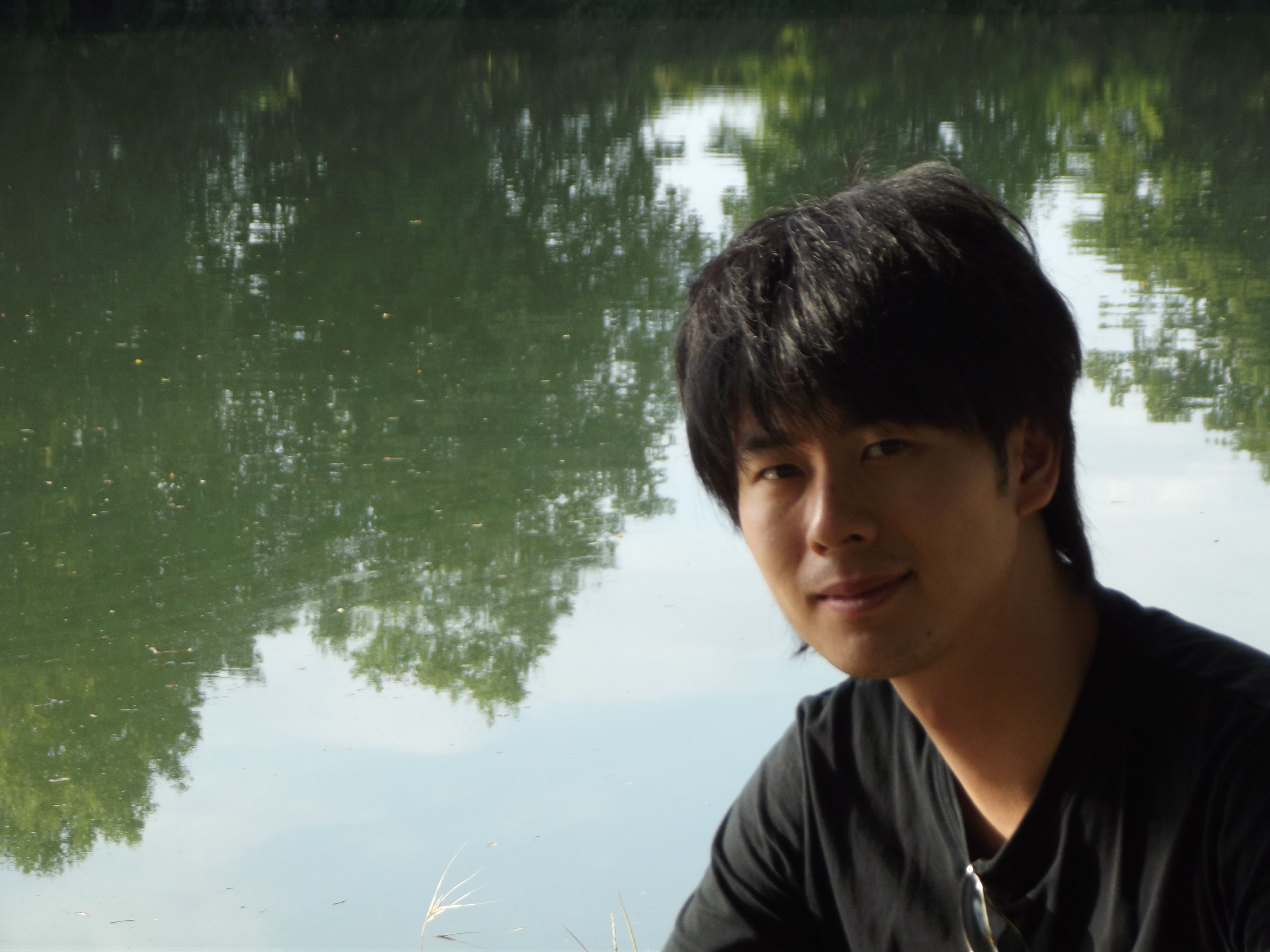
Kotaro Fukuma
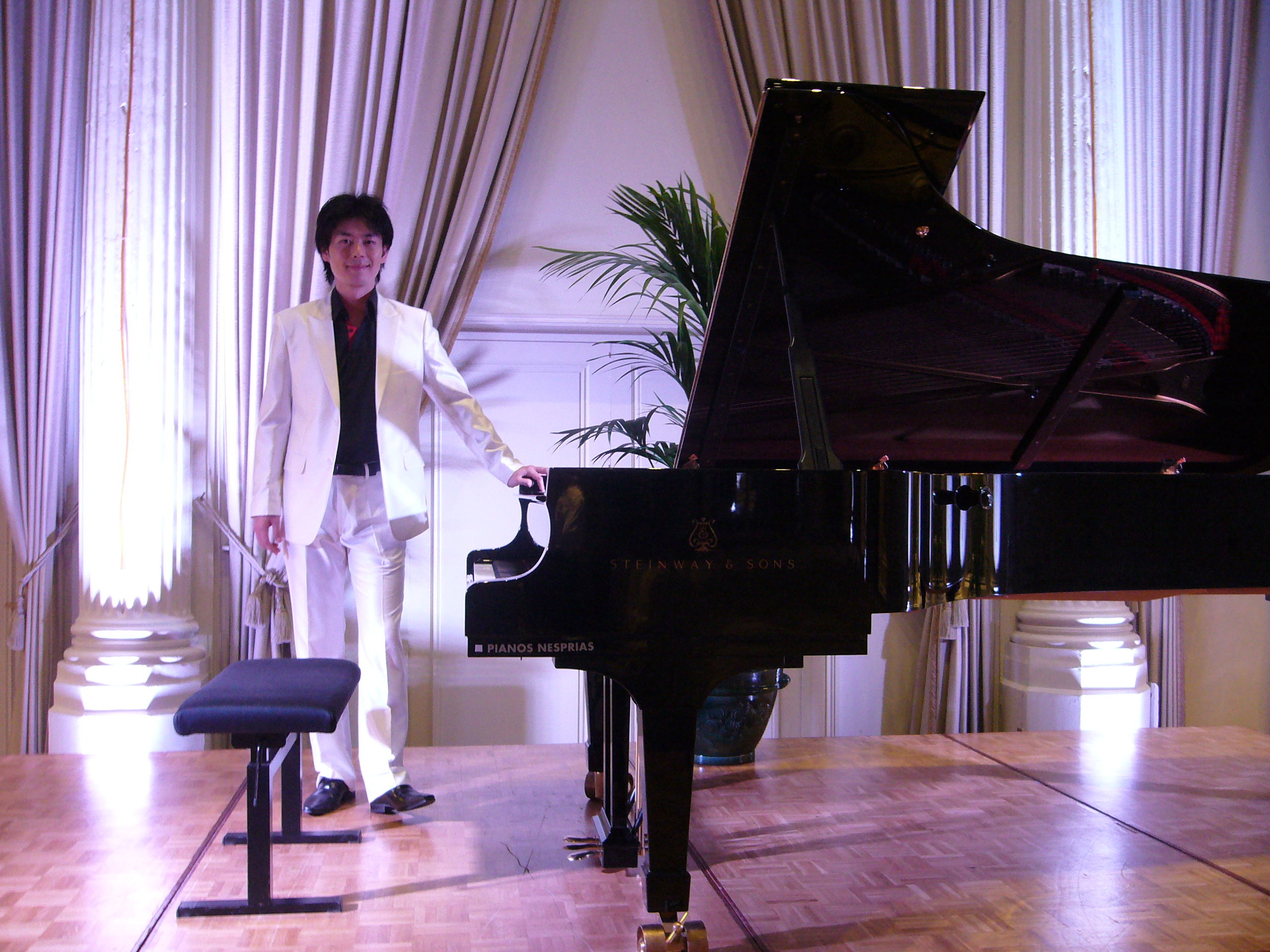
Kotaro Fukuma Récital Biarritz Hôtel du Palais 2012
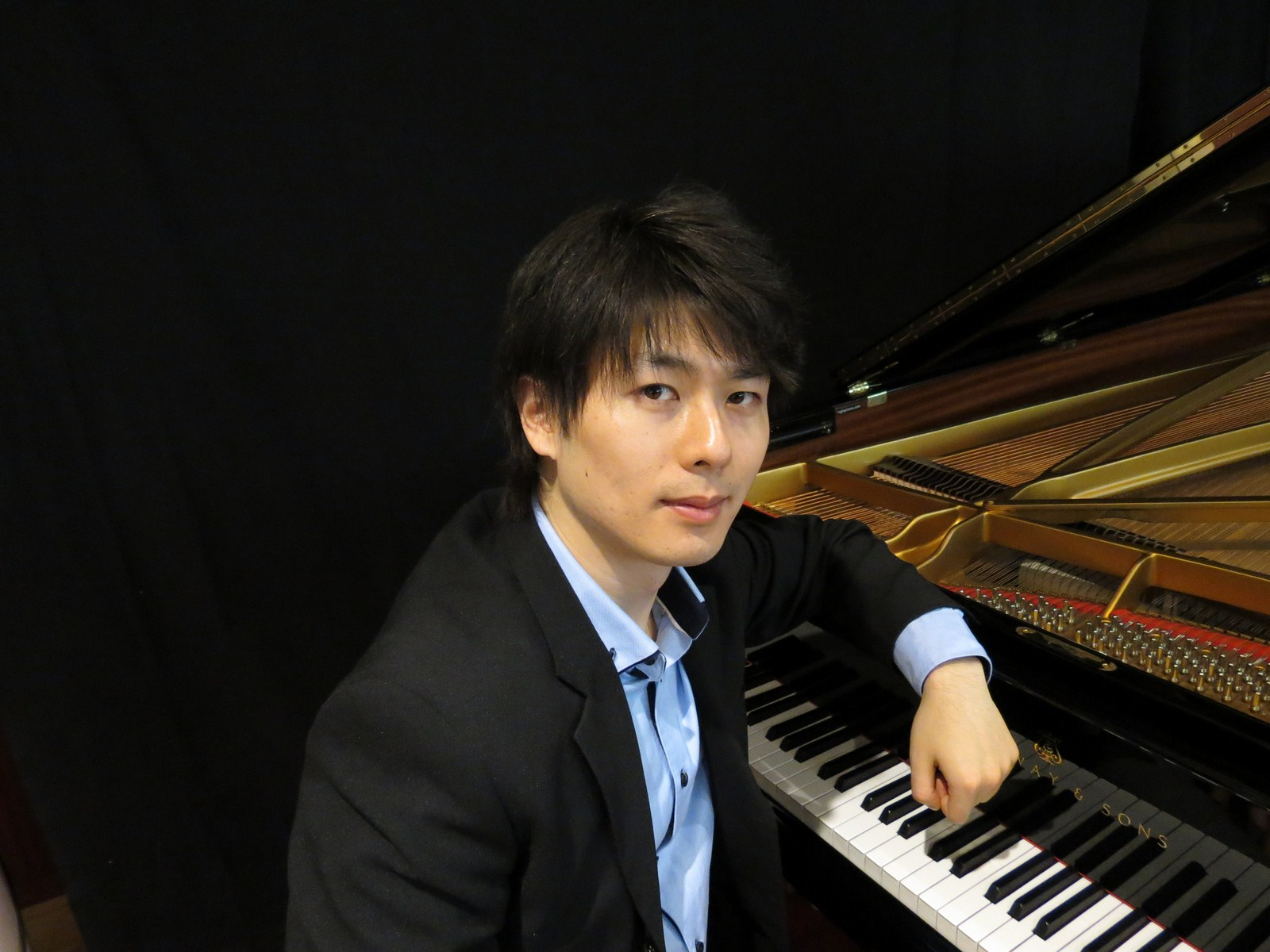
Au cours de la répétition à Villennes-sur-Seine le 6 avril 2013
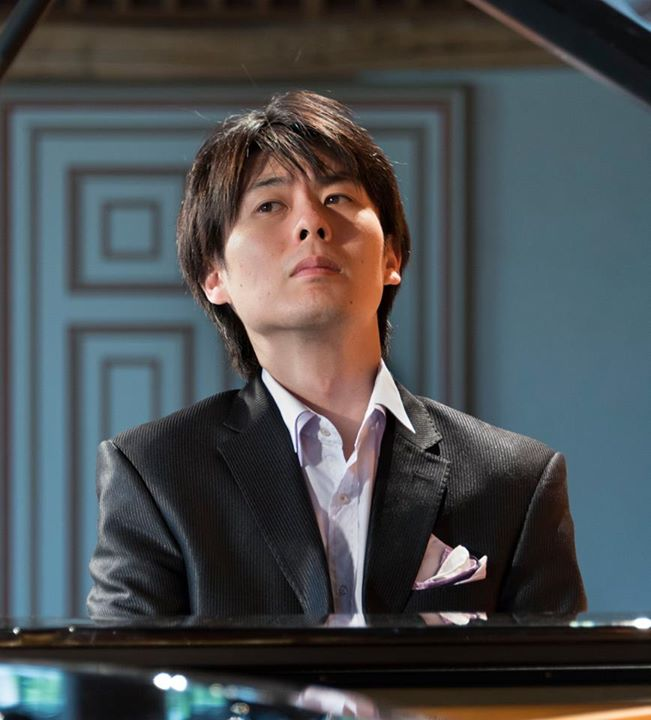
Kotaro Fukuma en concert